# Alstroemeria talcaensis
Alstroemeria talcaensis este o specie de plante monocotiledonate din genul Alstroemeria, familia Alstroemeriaceae, descrisă de Pierfelice Ravenna. Conform Catalogue of Life specia Alstroemeria talcaensis nu are subspecii cunoscute.